# Station Górzyca Reska
Station Górzyca Reska is een spoorwegstation in de Poolse plaats Górzyca.